# Galium talaveranum
Galium talaveranum é uma espécie de planta com flor pertencente à família Rubiaceae. 
A autoridade científica da espécie é Ortega Oliv. & Devesa, tendo sido publicada em Bot. J. Linn. Soc. 143: 182, fig. 2 (2003).

## Portugal
Trata-se de uma espécie presente no território português, nomeadamente em Portugal Continental.
Em termos de naturalidade é endémica da Península Ibérica.

## Protecção
Não se encontra protegida por legislação portuguesa ou da Comunidade Europeia.